# MDT David
MDT David – lekki pojazd opancerzony produkowany przez MDT Armor Corporation dla służb bezpieczeństwa Izraela o napędzie 4×4 na podwoziach Land Rovera Defendera lub Toyoty Land Cruiser. Pojazd zakupiony przez Siły Obronne Izraela w 2006 roku w celu zastąpienia używanych dotychczas w armii pojazdów Sufa.

## Historia
W 2006 przedsiębiorstwo MDT Armor Corporation otrzymało zamówienie od Sił Obronnych Izraela w wysokości ponad 10 milionów dolarów na dostarczenie pojazdów MDT David, które miały zastąpić używane w armii pojazdy Sufa. Według założeń kontrakt miał być zrealizowany do połowy 2007 roku.
W 2021 roku Izrael zakupił kolejną partię pojazdów MDT David na kwotę 10 milionów dolarów. Ustalono wówczas, że przewidywaną datą zakończenia służby pojazdów David w armii izraelskiej jest rok 2027 .
Według bazy danych SIPRI pojazdy MDT David zostały przekazane w ramach pomocy w dwóch transzach Czadowi (w latach 2016–2017 i 2020).

## Charakterystyka

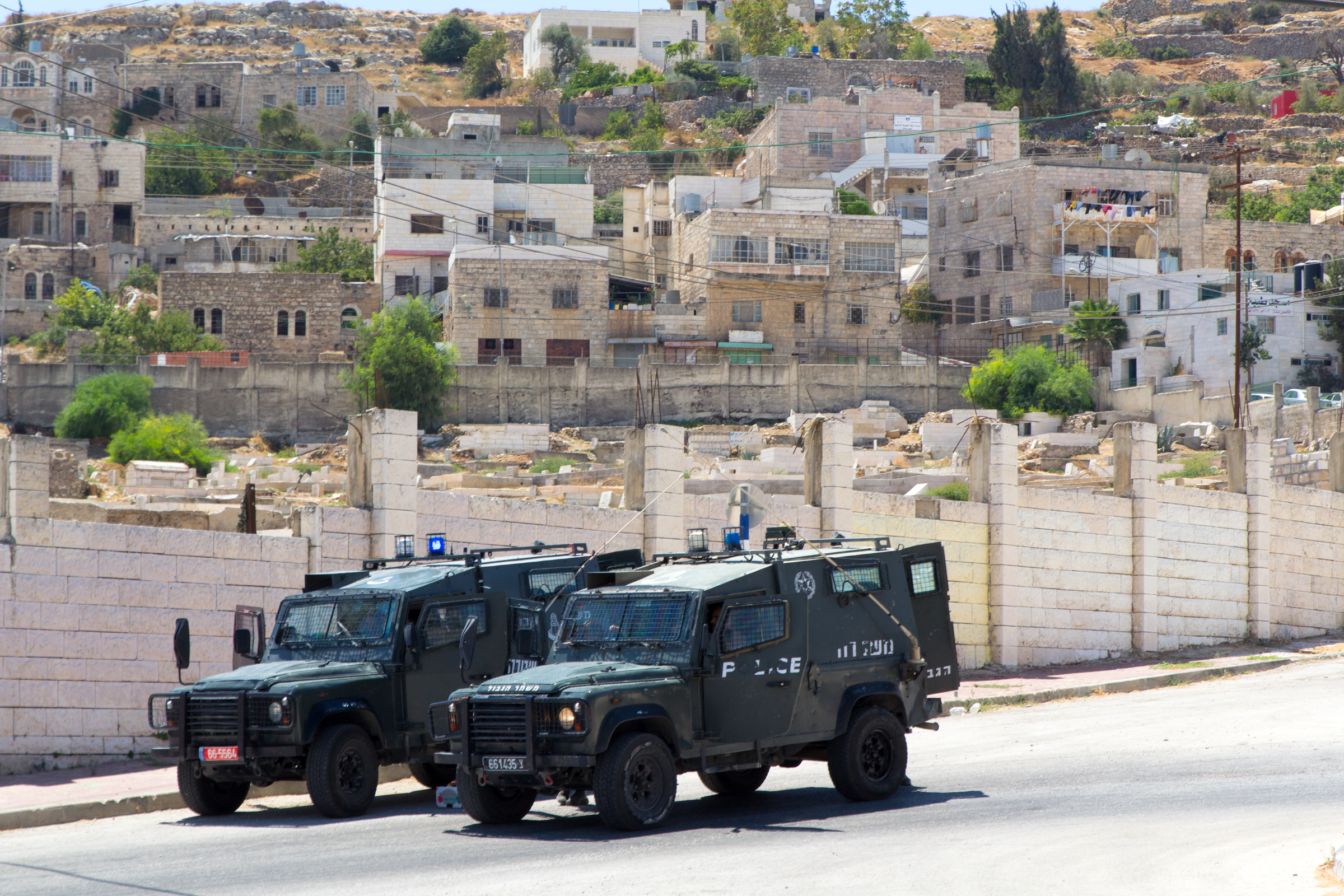
MDT David w służbie Straży Granicznej Izraela w Hebronie.

Lekkie opancerzone pojazdy MDT David są produkowane na podwoziach Land Rovera Defendera 110 lub Toyoty Land Cruiser LC79 o napędzie 4×4. W przypadku podwozia Toyoty pojazdy napędzane są silnikami Diesla o pojemności 4,2 l o mocy 129 KM. Z kolei pojazdy na podwoziu Land Rovera mają zamontowany turbodoładowany silnik Diesla o pojemności 2,2 l o mocy 122 KM.
MDT Armor Corporation oferuje trzy warianty wnętrza, które mogą pomieścić cztery, sześć lub osiem osób. Do pojazdu można wejść poprzez trzy pary drzwi. Dwie z przodu, dla kierowcy i pasażera, trzecia z tyłu. Dodatkowo David może zostać wyposażony w wieżyczkę strzelecką z możliwością montażu uzbrojenia. W wariancie ewakuacji medycznej istnieje możliwość umieszczenia noszy nad składanymi siedzeniami. Wnętrze pojazdu jest klimatyzowane, z możliwością wyposażenia w system ochrony przed bronią chemiczną, biologiczną i nuklearną.

Opancerzenie pojazdu zapewnia ochronę przed bronią strzelającą pociskami 7,62 × 51 mm NATO, 7,62 × 39 mm wz. 43 lub 5,56 mm. Pojazd oferuje ograniczoną ochronę przed improwizowanymi ładunkami wybuchowymi, a spód Davida chroni przed wybuchem o sile dwóch granatów DM-51. Według producenta wszystkie szyby posiadają ten sam poziom ochrony balistycznej. Przedział desantowy może zostać wyposażony w dodatkowe otwory strzelnicze umożliwiające załodze ostrzeliwanie celów wokół pojazdu.

## Użytkownicy
Izrael
Od 2007 roku pojazdy MDT David znajdują się na wyposażeniu izraelskiej armii. W 2021 roku Izrael miał użytkować 370 pojazdów .
 Czad
W latach 2016–2017 w ramach pomocy Stany Zjednoczone przekazały 60 pojazdów MDT David do Czadu, a w 2020 kolejnych 28. Łącznie Czad ma użytkować 88 pojazdów .